# Combat de Tchoukoutalia (2019)
Pour les articles homonymes, voir Combat de Tchoukoutalia.
Insurrection de Boko Haram
Batailles
Le combat de Tchoukoutalia a lieu le 21 juin 2019, pendant l'insurrection de Boko Haram.

## Prélude
Le 21 juin 2019, les djihadistes de l'État islamique en Afrique de l'Ouest attaquent une localité près de Ngouboua, dans la région du lac Tchad, où ils raflent des milliers de têtes de bétail.

## Déroulement
Deux groupes de militaires tchadiens sont envoyés à la poursuite des djihadistes et parviennent à récupérer les bœufs. Cependant l'un des groupes tombe dans une embuscade où trois militaires sont tués par des combattants dissimulés dans des hautes herbes. L'autre groupe affronte dans la soirée les hommes de l'État islamique près des localités de Tchoukoutalia et Fodio, où ils tombent sur un poste de commandement djihadiste,.

## Pertes
Selon un bilan communiqué à l'AFP par l'autorité régionale le soir du 23 juin, onze militaires ont été tués, dont trois officiers parmi lesquels un colonel de la gendarmerie et un autre de la garde nomade, et neuf autres blessés, dont trois officiers, tandis que les djihadistes comptent 26 morts,,. RFI rapporte pour sa part qu'au moins 23 corps d'insurgés ont été retrouvés à l'issue des affrontements,selon une source à l'état-major général des armées.